# Oliviero Carafa
Oliviero Carafa (Torre del Greco, 10 marzo 1430 – Roma, 20 gennaio 1511) è stato un cardinale, condottiero, giurista, arcivescovo cattolico italiano.
Fu presidente Sacro Regio Consiglio del Regno di Napoli, ammiraglio dello Stato Pontificio e munifico mecenate del Rinascimento italiano.

## Biografia
Fu esponente dell'illustre famiglia napoletana dei Carafa, a sua volta discendente dai Caracciolo. Potente e rispettata, la dinastia dei Carafa che aveva acquisito importanza nel corso del Trecento grazie a Bartolomeo, arcivescovo di Bari, nel XVI secolo raggiunse l'apice del proprio prestigio con l'elezione a Sommo Pontefice di Gian Pietro, Papa Paolo IV.
Terzo dei sette figli di Francesco, signore di Torre del Greco, Portici e Resìna, Oliviero nacque nel palazzo baronale di Torre del Greco. Fu destinato alla carriera ecclesiastica dallo zio Diomede conte di Maddaloni di cui divenne successore nella guida della famiglia.

### La carriera ecclesiastica
Oliviero durante la sua vita, accumulò un numero ragguardevole di dignità ecclesiastiche. Fu prima canonico dal 1437 e poi arcivescovo di Napoli dal 18 novembre 1458 al 20 settembre 1484 e amministratore apostolico dell'arcidiocesi di Napoli dal 4 agosto 1503 all'aprile 1505; presidente del Regio Consiglio nel 1465. Nel 1467, su pressione del Ferrante I, re di Napoli cardinale-presbitero del titolo dei Santi Marcellino e Pietro ordinato da papa Paolo II, nel concistoro del 18 settembre. Dal 15 gennaio 1477 al 9 gennaio 1488 fu camerlengo del Sacro Collegio.
La sua carriera ecclesiastica proseguì con la doppia nomina, nel 1479, a decano del Sacro Collegio dei cardinali e a vescovo di Albano, cui si aggiunse, dal 1485 al 1497, la carica di Abate (cardinale commendatario) della abbazia della Santissima Trinità de La Cava e vescovo della Città de La Cava; nel 1485 divenne anche commendatario dell'abbazia di Montevergine; nel 1503, la nomina a vescovo di Ostia e vicario di Roma: fu anche amministratore delle diocesi di Salamanca e Cadice (1491-1494), di Cajazzo (1494-1507), Chieti (1499-1501, poi passata al nipote Gian Pietro), Terracina (1507-1510) e Tricarico dal 1510.

### La crociata

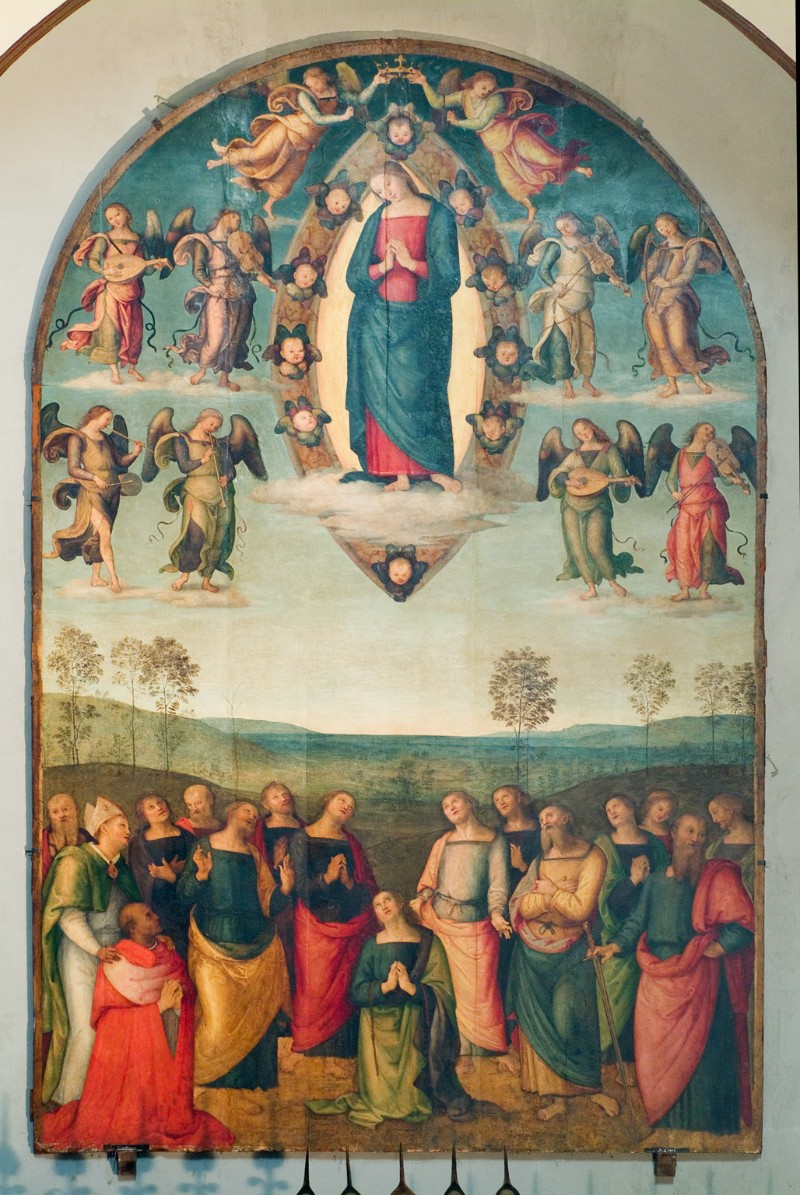
Perugino, Assunzione della Madonna con il cardinale Oliviero Carafa orante, 1506, Duomo di Napoli

Il 26 luglio 1471 morì il papa Paolo II ed il Carafa partecipò al conclave del 2 agosto. Venne elevato al soglio pontificio il cardinale Francesco della Rovere che assunse il nome di Sisto IV.
Intanto incombeva la minaccia turca nel mediterraneo. Maometto II, il 12 luglio 1470, dopo un lungo assedio aveva conquistato l'isola greca di Negroponte situata nel Mar Egeo.
Sisto IV indisse una nuova crociata conferendone il comando al cardinale Oliviero Carafa. Il 28 maggio 1472, festa del Corpus Domini, dopo aver celebrato la messa nella basilica di San Pietro alla presenza del papa e della curia romana, Oliviero Carafa lasciò Roma in corteo per raggiungere la flotta pontificia ormeggiata ad Ostia. Il 31 maggio salpò alla volta di Napoli, dove giunse il 6 giugno. Ottenute le galee che Ferrante I aveva promesso al papa, Oliviero poco dopo ripartì da Napoli e fece rotta verso Rodi dove fu raggiunto anche dalle galee veneziane.
La flotta cristiana doppiata Cefalonia si dedicò ad operazioni di pirateria contro le coste della Licia, della Caria e della Cilicia. Fu messa a ferro e fuoco la città di Satalia che però non cadde. Fatte saltare le catene che ostruivano l'accesso, le navi penetrarono nel porto di Satalia danneggiando i depositi. il 13 settembre 1472, i veneziani sottoposero Smirne al saccheggio provocando la reazione del papa che, contrariato, richiamò a Roma le sue galee. Tornato a Roma Oliviero Carafa fu accolto in trionfo. Entrato in città e raggiunto il sagrato di San Pietro, fece appendere alle porte della basilica i pezzi delle catene del porto di Satalia.

### Il patrono delle arti
Nel 1487, commissionò a Filippino Lippi la sua prima opera romana: la decorazione della cappella Carafa nella basilica di Santa Maria sopra Minerva, destinata dal cardinale ad ospitare la sua tomba. Il ciclo pittorico dipinto dal Lippi, terminato nel 1493, è uno dei principali capolavori racchiuso nella chiesa romana dei domenicani, dei quali il cardinale Carafa, fu sempre un protettore.

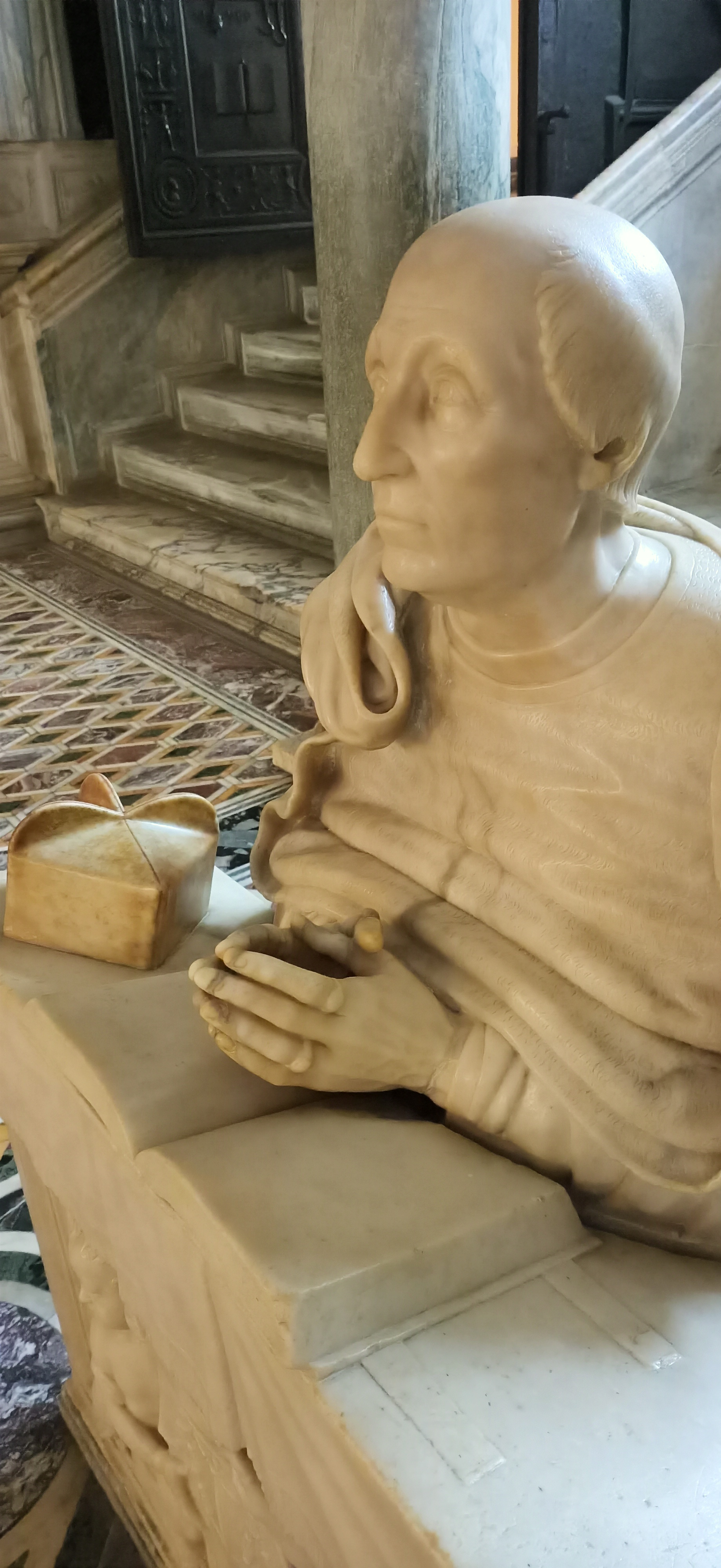
Particolare della scultura Oliviero Carafa in preghiera ubicata all'interno della Cappella del Succorpo

Nel 1497 commissionò a Tommaso Malvito la Cappella del Succorpo di San Gennaro per accogliere le reliquie del Santo che egli si era preoccupato di far tornare a Napoli dal Santuario di Montevergine.
Sul finire del XV secolo acquistò il fondo ed eresse i primi edifici che divennero in seguito il palazzo del Quirinale
Infine, il cardinale Carafa fece eseguire il famoso chiostro del Bramante a Santa Maria della Pace a Roma, realizzato tra il 1500 e il 1504.
Considerato protettore dell'ordine dei Domenicani, nel 1509, ormai settantanovenne, acquistò la contea di Ruvo di Puglia, poi passata al fratello minore Ettore, che sarebbe rimasta dominio dei Carafa fino al 1806, anno dell'abolizione del feudalesimo nel Regno di Napoli da parte di re Gioacchino Murat.
Il cardinale Oliviero morì a Roma il 20 gennaio 1511, all'età di 80 anni.

## Genealogia episcopale e successione apostolica
La genealogia episcopale è:
- Vescovo Leone de Simone
- Cardinale Oliviero Carafa

La successione apostolica è:
- Arcivescovo Pietro Guglielmo de Rocha (1471)
- Papa Paolo IV (1506)

## Stemma
| Stemma | Blasonatura |
| ------ | --- |
|        | Oliviero Carafa Cardinale Di rosso a tre fasce d'argento (Carafa). Lo scudo, accollato a una croce astile patriarcale d'oro, posta in palo, è timbrato da un cappello con cordoni e nappe di rosso. Le nappe, in numero di trenta, sono disposte quindici per parte, in cinque ordini di 1, 2, 3, 4, 5. |

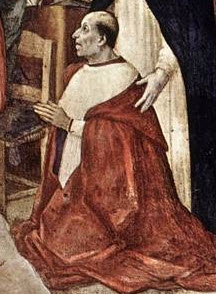
Filippino Lippi, Annunciazione con il cardinale Oliviero Carafa, 1489-1493, Roma, Basilica di Santa Maria sopra Minerva